# Grandidierina petiti
Espèce
Synonymes
- Voeltzkowia petiti (Angel, 1924)

Statut de conservation UICN

 NT  : Quasi menacé
Grandidierina petiti est une espèce de sauriens de la famille des Scincidae.

## Répartition
Cette espèce est endémique d'Atsimo-Andrefana à Madagascar,. Elle se rencontre au nord de Toliara vers le niveau de la mer.

## Description
C'est un animal aveugle et sans oreille et dont les pattes avant sont absentes et les pattes arrière quasiment totalement atrophiées.

## Étymologie
Cette espèce est nommée en l'honneur de Louis Petit (1856–1943).

## Publication originale
- Angel, 1924 : Sur une forme nouvelle de lézard, en provenance de Madagascar, appartenant au genre Grandidierina (Famille des Scincidés). Bulletin du Muséum National d'Histoire Naturelle de Paris, vol. 30, p. 450-452